# تفجير مقديشو أغسطس 2020
تفجير مقديشو الانتحاري 2020 هو تفجير سيارة ملغومة في 8 أغسطس 2020 في قاعدة عسكرية في العاصمة الصومالية مقديشو. نتج عن التفجير مقتل ثمانية أشخاص على الأقل وإصابة 14 آخرين. تبنت حركة الشباب مسؤوليتها عن الهجوم.